# Campeonato Mundial de Atletismo em Pista Coberta de 2012 - Salto em distância feminino

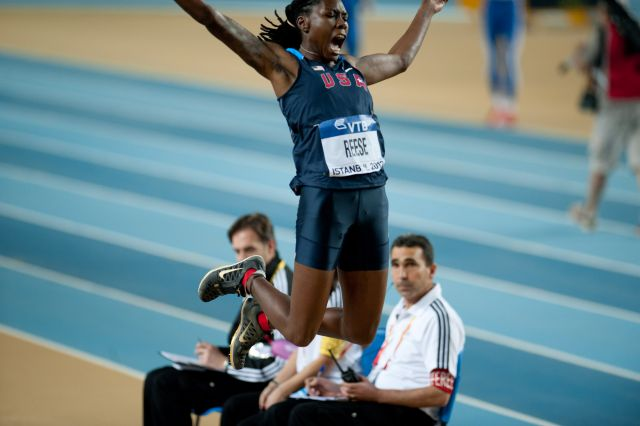
Brittney Reese durante o Campeonato Mundial de Atletismo em Pista Coberta de 2012 em Istambul

A prova do salto em distância  feminino do Campeonato Mundial de Atletismo em Pista Coberta de 2012 foi disputada entre 10 e 11 de março na Ataköy Athletics Arena em Istambul, Turquia.

## Recordes
Antes desta competição, os recordes mundiais e do campeonato nesta prova eram os seguintes:
|    | Nome             | Nacionalidade     | Distância | Local        | Data                    |
| -- | ---------------- | ----------------- | --------- | ------------ | ----------------------- |
| WR | Heike Drechsler  | Alemanha Oriental | 7m 37cm   | Viena        | 13 de fevereiro de 1988 |
| CR | IHeike Drechsler | Alemanha Oriental | 7m 10cm   | Indianápolis | 7 de março de 1987      |

## Medalhistas
| Ouro                 | Prata               | Bronze              |
| Brittney Reese (USA) | Janay DeLoach (USA) | Shara Proctor (GBR) |

## Cronograma
| Data        | Hora  | Evento  |
| ----------- | ----- | ------- |
| 10 de março | 11:45 | Bateria |
| 11 de março | 14:05 | Final   |

## Resultados

### Bateria
Qualificação: 6,75m (Q) ou os 8  melhores qualificados (q).
| Colocação | Atleta                      | Nacionalidade  | #1   | #2   | #3   | Resultado | Notas |
| --------- | --------------------------- | -------------- | ---- | ---- | ---- | --------- | ----- |
| 1         | Janay DeLoach               | Estados Unidos | 6.52 | 6.55 | 6.90 | 6.90      | Q, SB |
| 2         | Shara Proctor               | Reino Unido    | 6.52 | 6.86 |      | 6.86      | Q, NR |
| 3         | Brittney Reese              | Estados Unidos | 6.72 | x    | 6.66 | 6.72      | q     |
| 4         | Bianca Stuart               | Bahamas        | 6.59 | x    | 6.70 | 6.70      | q     |
| 5         | Darya Klishina              | Rússia         | 6.56 | 6.65 | x    | 6.65      | q     |
| 6         | Viorica Ţigău               | Roménia        | x    | 6.62 | 6.64 | 6.64      | q, SB |
| 7         | Veronika Shutkova           | Bielorrússia   | x    | 6.63 | 6.44 | 6.63      | q     |
| 8         | Nastassia Mironchyk-Ivanova | Bielorrússia   | x    | 6.60 | 6.62 | 6.62      | q     |
| 9         | Karin Melis Mey             | Turquia        | x    | 6.62 | x    | 6.62      |       |
| 10        | Yelena Sokolova             | Rússia         | x    | 6.58 | x    | 6.58      |       |
| 11        | Keila Costa                 | Brasil         | 6.16 | 6.42 | 6.45 | 6.45      | SB    |
| 12        | Irène Pusterla              | Suíça          | 5.58 | 4.23 | 6.45 | 6.45      |       |
| 13        | Nadja Käther                | Alemanha       | 6.40 | x    | x    | 6.40      |       |
| 14        | Yuliya Tarasova             | Uzbequistão    | 6.37 | 6.24 | 6.34 | 6.37      | SB    |
| 15        | Concepción Montaner         | Espanha        | x    | 6.37 | x    | 6.37      |       |
| 16        | Inna Ahkozova               | Ucrânia        | 6.32 | 6.15 | 6.18 | 6.32      |       |
| 17        | Cornelia Deiac              | Roménia        | x    | 6.16 | x    | 6.16      |       |
| 18        | Aiga Grabuste               | Letônia        | x    | x    | 6.08 | 6.08      |       |
| 19        | Marestella Torres           | Filipinas      | 5.98 | 5.94 | x    | 5.98      | SB    |
| 99        | Lauma Grīva                 | Letônia        | x    | x    | x    | NM        |       |

### Final
A final ocorreu dia 10 de março.
| Colocação         | Atleta                      | Nacionalidade  | #1   | #2   | #3   | #4   | #5   | #6   | Resultado | Notas      |
| ----------------- | --------------------------- | -------------- | ---- | ---- | ---- | ---- | ---- | ---- | --------- | ---------- |
| Medalha de ouro   | Brittney Reese              | Estados Unidos | x    | x    | 6.82 | 6.92 | 6.73 | 7.23 | 7.23      | CR, AR, WL |
| Medalha de prata  | Janay DeLoach               | Estados Unidos | x    | 6.74 | 6.78 | 6.67 | 6.73 | 6.98 | 6.98      | SB         |
| Medalha de bronze | Shara Proctor               | Reino Unido    | x    | x    | 6.86 | 6.55 | 6.74 | 6.89 | 6.89      | NR         |
| 4                 | Darya Klishina              | Rússia         | 6.70 | 6.85 | 6.44 | 6.53 | 6.71 | 6.78 | 6.85      |            |
| 5                 | Nastassia Mironchyk-Ivanova | Bielorrússia   | x    | x    | 6.48 | 6.64 | x    | 4.65 | 6.64      |            |
| 6                 | Veronika Shutkova           | Bielorrússia   | 6.58 | x    | x    | 6.63 | x    | 6.55 | 6.63      |            |
| 7                 | Viorica Ţigău               | Roménia        | 6.34 | x    | x    | 6.09 | x    | x    | 6.34      |            |
| 8                 | Bianca Stuart               | Bahamas        | 4.71 | x    | x    | x    | x    | —    | 4.71      |            |

Legenda
| Recorde mundial       | Recorde mundial (World record)               |                       | Recorde africano                      | Recorde africano (African) |                                           | Q | Classificado por posição (Qualified) |
| Recorde do campeonato | Recorde do campeonato (Championship record)  | Recorde da América    | Recorde da América (Americas)         | q                          | Classificado por melhor tempo (Qualified) |   |                                      |
| Melhor marca do ano   | Melhor marca do ano (World leading)          | Recorde asiático      | Recorde asiático (Asian)              | DNS                        | Não largou (Did not start)                |   |                                      |
| Recorde nacional      | Recorde nacional (National record)           | Recorde europeu       | Recorde europeu (European)            | DNF                        | Não terminou (Did not finish)             |   |                                      |
| Recorde pessoal       | Recorde pessoal do atleta (Personal best)    | Recorde da Oceania    | Recorde da Oceania (Oceania)          | DSQ / DQ                   | Desclassificado (Disqualified)            |   |                                      |
| Recorde da temporada  | Recorde da temporada do atleta (Season best) | Recorde sul-americano | Recorde sul-americano (South America) | NM                         | Sem marca (No mark)                       |   |                                      |